# Marcel Halstenberg
Marcel Halstenberg (Laatzen, 27 settembre 1991) è un calciatore tedesco, difensore del Germania Grasdorf.

## Caratteristiche tecniche
Gioca prevalentemente nel ruolo di terzino sinistro, ma può ricoprire anche i ruoli di difensore centrale e di esterno di centrocampo.

## Carriera

### Club

#### Esordi
Halstenberg ha giocato nelle giovanili del Germania Grasdorf e dell'Hannover 96 e successivamente ha fatto parte delle seconde squadre dell'Hannover stesso e del Borussia Dortmund, facendo parte, in quest'ultimo caso e senza scendere in campo, a due partite della prima squadra contro Amburgo e Hoffenheim.

#### Sankt Pauli
Ha fatto parte della squadra del St. Pauli per oltre due stagioni, esordendo nella Zweite Bundesliga, la seconda serie del calcio tedesco, il 19 luglio 2013 contro il Monaco 1860. Ha esordito nella Coppa di Germania il 4 agosto seguente contro il Preußen Münster.

#### RB Lipsia
il 31 agosto 2015 viene ceduto, a stagione già iniziata, al RB Lipsia per un valore di 3,5 milioni di euro. Ha esordito con la nuova maglia l'11 settembre seguente contro il Paderborn, sempre in Zweite Bundesliga. Al termine della stagione viene promosso in Bundesliga, la prima serie del calcio tedesco, in virtù del secondo posto conquistato dalla sua squadra. Ha esordito in Bundesliga il 28 agosto 2016 nella gara esterna contro l'Hoffenheim. Al termine della stagione 2016-2017 l'RB Lipsia conquista il secondo posto nella classifica iridata.
Hannover 96
Il 19 luglio 2023, Halstenberg viene ceduto per un valore di 700 mila euro all'Hannover 96.

### Nazionale
Halstenberg ha esordito con la nazionale tedesca il 10 novembre 2017 in un'amichevole giocata a Londra contro la nazionale inglese. Segna la sua prima rete con la maglia della Germania il 9 settembre 2019 nella gara di qualificazione all'Europeo 2020 a Belfast contro l'Irlanda del Nord.
Il 19 maggio 2021 viene convocato per gli europei, manifestazione in cui scende in campo in una sola occasione.

## Statistiche

### Cronologia presenze e reti in nazionale
| Cronologia completa delle presenze e delle reti in nazionale ― Germania | Cronologia completa delle presenze e delle reti in nazionale ― Germania | Cronologia completa delle presenze e delle reti in nazionale ― Germania | Cronologia completa delle presenze e delle reti in nazionale ― Germania | Cronologia completa delle presenze e delle reti in nazionale ― Germania | Cronologia completa delle presenze e delle reti in nazionale ― Germania | Cronologia completa delle presenze e delle reti in nazionale ― Germania | Cronologia completa delle presenze e delle reti in nazionale ― Germania |
| Data                                                                    | Città                                                                   | In casa                                                                 | Risultato                                                               | Ospiti                                                                  | Competizione                                                            | Reti                                                                    | Note                                                                    |
| ----------------------------------------------------------------------- | ----------------------------------------------------------------------- | ----------------------------------------------------------------------- | ----------------------------------------------------------------------- | ----------------------------------------------------------------------- | ----------------------------------------------------------------------- | ----------------------------------------------------------------------- | ----------------------------------------------------------------------- |
| 10-11-2017                                                              | Londra                                                                  | Inghilterra                                                             | 0 – 0                                                                   | Germania                                                                | Amichevole                                                              | -                                                                       |                                                                         |
| 20-3-2019                                                               | Wolfsburg                                                               | Germania                                                                | 1 – 1                                                                   | Serbia                                                                  | Amichevole                                                              | -                                                                       |                                                                         |
| 11-6-2019                                                               | Magonza                                                                 | Germania                                                                | 8 – 0                                                                   | Estonia                                                                 | Qual. Euro 2020                                                         | -                                                                       | 46’                                                                     |
| 9-9-2019                                                                | Belfast                                                                 | Irlanda del Nord                                                        | 0 – 2                                                                   | Germania                                                                | Qual. Euro 2020                                                         | 1                                                                       |                                                                         |
| 9-10-2019                                                               | Dortmund                                                                | Germania                                                                | 2 – 2                                                                   | Argentina                                                               | Amichevole                                                              | -                                                                       |                                                                         |
| 13-10-2019                                                              | Tallinn                                                                 | Estonia                                                                 | 0 – 3                                                                   | Germania                                                                | Qual. Euro 2020                                                         | -                                                                       |                                                                         |
| 10-10-2020                                                              | Kiev                                                                    | Ucraina                                                                 | 1 – 2                                                                   | Germania                                                                | UEFA Nations League 2020-2021 - 1º turno                                | -                                                                       |                                                                         |
| 13-10-2020                                                              | Colonia                                                                 | Germania                                                                | 3 – 3                                                                   | Svizzera                                                                | UEFA Nations League 2020-2021 - 1º turno                                | -                                                                       | 57’                                                                     |
| 19-6-2021                                                               | Monaco di Baviera                                                       | Portogallo                                                              | 2 – 4                                                                   | Germania                                                                | Euro 2020 - 1º turno                                                    | -                                                                       | 62’                                                                     |
| Totale                                                                  |                                                                         | Presenze                                                                | 9                                                                       |                                                                         | Reti                                                                    | 1                                                                       |                                                                         |

## Palmarès

### Club

#### Competizioni nazionali
- Coppa di Germania: 2

RB Lipsia: 2021-2022, 2022-2023